# Totmanneinrichtung
Eine Totmanneinrichtung, auch Bewegungslosmelder, Totmann, Totmannwarner, Totmannschalter, Totmannpedal, Totmannknopf oder Totmannmelder genannt, überprüft, ob ein Mensch anwesend und handlungsfähig ist, und löst andernfalls ein Signal oder eine Schalthandlung aus.

## Grundlagen
Totmannschaltungen dienen der Arbeitssicherheit an Einzelarbeitsplätzen oder an gefährlichen Maschinen und sind häufig gesetzlich, zumindest aber versicherungsrechtlich vorgeschrieben. Sie reagieren auf Bewegungslosigkeit, waagerechte Körperlage (Totmanneinrichtung) oder Schlaf, oder sie lösen beim Loslassen aus und verriegeln sich bzw. erfordern eine zusätzliche Schalthandlung zum Wiedereinschalten (Totmannschalter, zum Beispiel an handgeführten, gefährlichen Maschinen).
Eine funktionell vergleichbare Einrichtung zur Überwachung von Maschinen anstelle von Menschen stellen Watchdog Timer dar. Sie reagieren im Falle der Nichtbetätigung nach einer Auszeit in der gleichen Weise wie eine durch einen Menschen (nicht) ausgelöste Totmannschaltung.

## Geschichte
Bereits in den 1910er Jahren war der Begriff gebräuchlich, wie die Erwähnung in einer Patentschrift von 1922 belegt. Auch Sicherheitsvorrichtungen für elektrische Fahrzeuge aus den 1930er Jahren verweisen indirekt auf derartige Einrichtungen.
Ein Geschützstand-Handbuch („Turret Manual“) von 1942 der US-Luftstreitkräfte beschreibt einen Totmannknopf, der ein Weiterdrehen eines elektrisch angetriebenen Abwehrstandes bei Loslassen der Bediengriffe verhindert, bereits als „dead man’s switch“. Ein Patent für einen Totmannschalter besaß auch der deutsche Ingenieur Siegfried Schulte.
Erst in neuerer Zeit hat sich im Englischen der Begriff „Dead Man Device“, vermutlich durch den vormals deutschsprachigen Ursprung des Konzeptes, etabliert. Ursprünglich wurde im britischen und amerikanischen Sprachraum lediglich die Betriebsart „Hold-to-run“ Vorrichtung verwendet. Besonders im australischen Sprachraum wird die Betriebsart auch IDLE Modus genannt, im Gegensatz zum Impulsbetrieb mit Selbsthaltung (LATCH-Mode).

## Arten

### Totmanneinrichtungen

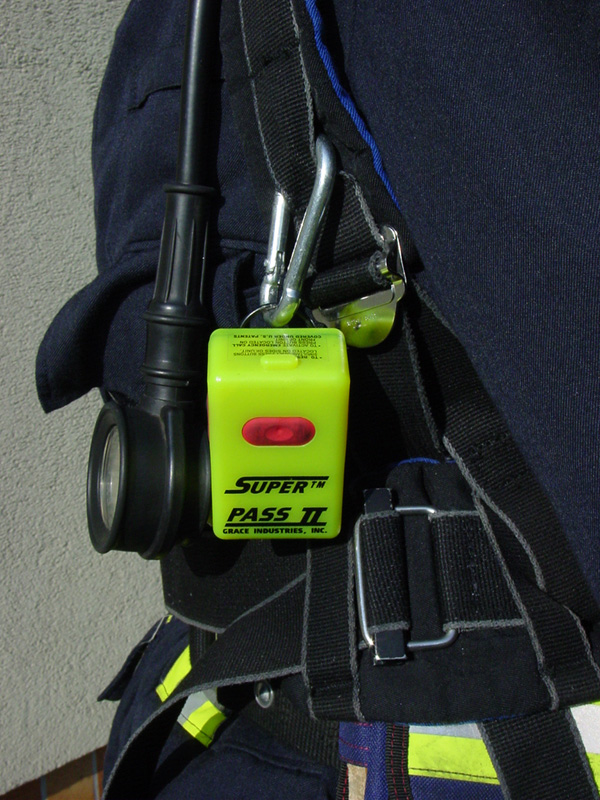
Mobiles Totmanngerät im Einsatz bei der Feuerwehr

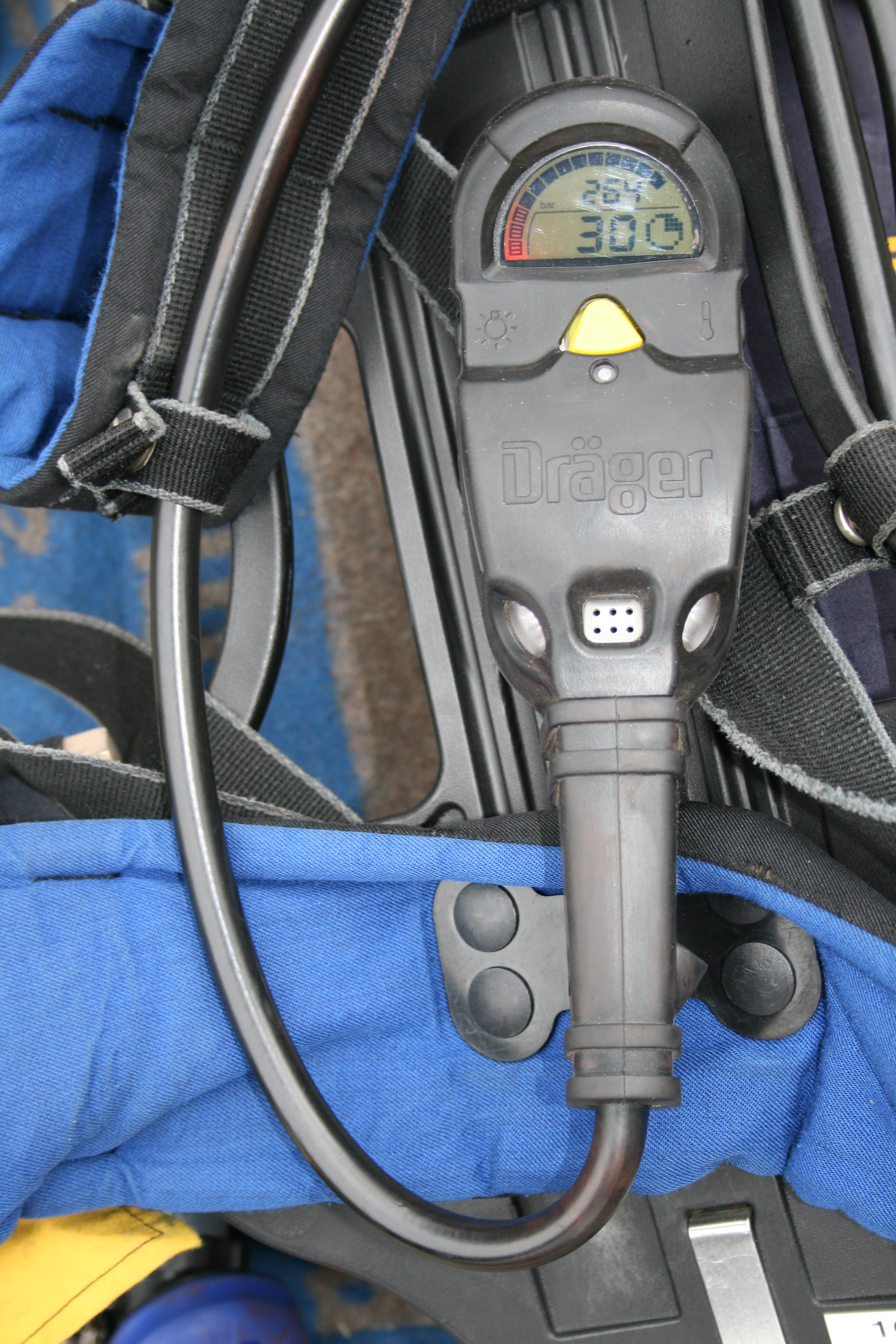
Finimeter mit integriertem Totmannwarner („Bodyguard“ der Firma Dräger)

Diese auch Totmannwarner genannten Geräte sind eine Art Bewegungsmelder. Wenn sich eine Person einige Zeit nicht bewegt oder (in manchen Fällen) bestimmte Bewegungen ausführt, wird eine programmierte Aktion ausgeführt, die zumeist durch das Betätigen einer Taste am Totmannwarner oder durch dessen Bewegen unterbrochen werden kann (Quittierung des Voralarms). Je nach Art des Arbeitsplatzes unterscheidet sich die auszuführende Aktion.
Mobile Totmanneinrichtungen werden zum Beispiel von Atemschutzgeräteträgern bei der Feuerwehr eingesetzt, in Deutschland nach der Feuerwehr-Dienstvorschrift 7 (FwDV 7) auch Notsignalgeber genannt. Das Warngerät wird dabei an der Atemluftflasche oder dem Atemschutzgeräteträger selbst befestigt und bei Beginn des Atemschutzeinsatzes aktiviert. Die Totmanneinrichtung reagiert auf Bewegungen des Feuerwehrangehörigen. Bleibt dieser eine gewisse Zeit (meist 20 bis 30 Sekunden) regungslos, wird ein kurzer Voralarm ausgegeben. Bewegt sich der Träger nach der Warnung nicht, wird der optische und akustische (etwa 100 dB) Hauptalarm ausgelöst. Dadurch können Helfer den Bewusstlosen einfacher lokalisieren. Manche Totmannwarner verfügen zusätzlich über einen Temperaturalarm: Übersteigt die Temperatur der Umgebungsluft einen vorher eingestellten Wert, ertönt ebenfalls der Hauptalarm.
Für Einzelarbeitsplätze mit einem Gefährdungspotenzial gibt es Geräte, die am Gürtel befestigt werden und auf Neigung reagieren. Geraten sie etwa aufgrund eines Unfalles in die Waagerechte, geben sie zunächst einen Signalton ab. Bleiben sie weiter waagerecht, setzen sie über ein Funksignal und einen Wählempfänger einen Telefonruf an eine Rettungsstelle oder eine andere einstellbare Telefonnummer ab.

### Totmannschalter
An gefährlichen handgeführten Geräten, wie z. B. Kettensägen, aber auch Haushaltsgeräten wie Küchenhäckslern, sind oft Totmannschalter oder Totmanngriffe angebracht. Sie stoppen das Gerät, sobald man Griff oder Schalter loslässt. Das Einschalten erfordert eine zusätzliche Schalthandlung, um den Totmannschalter zu entriegeln. So wird verhindert, dass das Gerät versehentlich durch bloßes Aufnehmen oder durch Herunterfallen eingeschaltet wird.

### Schienenfahrzeuge, Rennboote und Flugzeuge
Heute hat die Sicherheitsfahrschaltung (Sifa) bei den deutschen Eisenbahnfahrzeugen (Triebfahrzeug, Steuerwagen, aber auch bei Straßenbahnfahrzeugen) die Totmanneinrichtung ersetzt. Der Triebfahrzeugführer betätigt nicht dauerhaft einen Knopf oder ein Pedal, sondern muss spätestens nach 30 Sekunden das Bedienelement kurz loslassen. In der Schweiz wird von der Sicherheitssteuerung (SiSte) gesprochen. Diese umfasst eine wegabhängige Komponente sowie das Totmannpedal, welches permanent betätigt werden muss. Damit signalisiert er, dass er sich noch wachsam auf dem Führerstand befindet. Bleibt diese Aktion aus, gibt das System erst eine optische und danach eine akustische Warnung aus. Werden diese Warnungen ignoriert, geht das System davon aus, dass der Lokführer nicht mehr handlungsfähig ist, und führt automatisch eine Zwangsbremsung durch, um den Zug oder die Rangiereinheit zum Stillstand zu bringen.
Bei einigen Straßenbahnen, zum Beispiel in Duisburg, wird eine Ausführung verwendet, bei der ein Pedal während der Fahrt gegen einen Druckpunkt gehalten werden muss. Die Warnung und der Bremsvorgang werden dann ausgelöst, wenn das Pedal losgelassen oder ganz durchgedrückt wird.
Bei Jet-Skis, Schneemobilen und Rennbooten ist in den meisten Fällen eine abgewandelte Form des Totmannschalter-Prinzips zu finden. Dabei muss der Boot- oder Jetski-Fahrer vor dem Start ein Plastikkabel um sein Handgelenk legen, welches an einem Knopf am Lenker des Jetskis befestigt ist. Fällt der Fahrer während der Fahrt vom Jetski, zieht er automatisch den Knopf am Lenker heraus, und der Motor schaltet sich ab. Damit sollen eine unkontrollierte Weiterfahrt und eine zu große Entfernung des Jet-Skis vom Fahrer verhindert und die Möglichkeit zum Wiederaufsteigen gegeben werden. Im Extremfall, z. B. bei zu großer Entfernung vom Ufer, stellt dies einen Schutz vor dem Ertrinken dar. Des Weiteren vermeidet diese Sicherheitseinrichtung eventuell Schäden Dritter. Für den Betrieb auf deutschen Gewässern einschließlich der deutschen Küsten ist diese Art der Sicherung vorgeschrieben. Eine solche Vorrichtung ist auch an Außenbordmotoren und Sportgeräten wie Laufbändern zu finden.
Bei einzelnen Flugzeugtypen hilft eine ähnliche Schaltung dem Piloten, im Ernstfall zu überleben. Die Lockheed F-117 wurde nach einigen Vorfällen mit einer Schaltung nachgerüstet, die nachts verhindert, dass der Pilot aus Desorientierung direkt in den schlecht sichtbaren Boden fliegt. Bei der MiG-29 gab es Berichten zufolge im Cockpit eine Vorrichtung, die auf Knopfdruck oder bei Bewusstlosigkeit des Piloten die Maschine wieder in eine stabile und waagerechte Fluglage brachte.
Eine Sicherheitsvorrichtung ist auch bei der Druckbetankung von Fahrzeugen zu finden – das betrifft etwa druckgasgetriebene Fahrzeuge oder große Flugzeuge. Hier muss zur Betankung ein Drucktaster gedrückt werden. Wird er losgelassen, wird der Kraftstofffluss sofort gestoppt.

## Einsatzgebiete

### Schutz der Person
- in Bergwerken
- bei Feuerwehren
- in Rechenzentren
- in teilautomatischen Parksystemen
- beim THW in Katastrophenregionen
- Justizvollzugsanstalten
- im Wachdienst der Bundeswehr
- Einzelarbeitsplätze mit Gefährdungen
- im Haushalt
- Rufhilfe
- psychiatrischen Einrichtungen
- Nachtdienst
- Wachgewerbe

### Schutz vor Gefahren

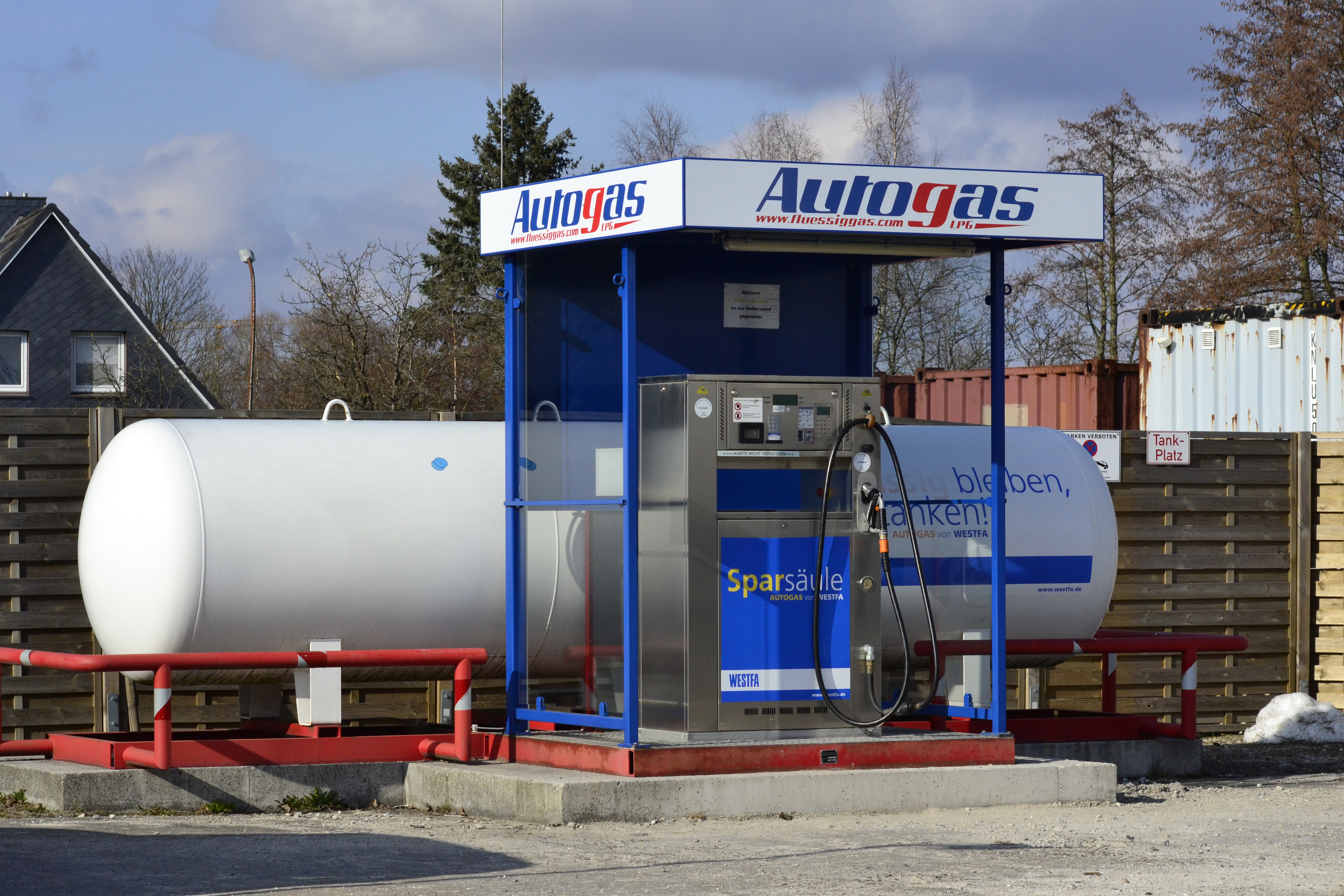
Autogas-Zapfsäule mit schwarzem Totmannknopf oberhalb der Zapfpistole

- in Zügen, U-Bahnen und S-Bahnen (Sicherheitsfahrschaltung)
- Erkennen der Ermüdung oder Ablenkung von Kraftfahrzeugführern (Aufmerksamkeitsassistent und die Weiterentwicklung zum Fahrerüberwachungssystem (Driver Monitoring System) mit aktivem Lenk- und Bremseingriff)
- bei Tanklastzügen während der Befüllung und Entleerung (insbesondere an Tankstellen) sowie an Tankstellen für Autogas sowie Schienenfahrzeuge
- Leitwarten, die (vor allem nachts) nur von einer Person besetzt sind (etwa in kleineren Wasser- oder Stromwerken)
- im Garten- und Landschaftsbau (Fräsen)

### Schutz an handgeführten Geräten
- Elektrowerkzeuge
- Bergbaugeräte
- Gartengeräte
- Haushaltsgeräte
- Gastankstellen

### Nutzung im digitalen und militärischen Bereich
- Mittels eines Totmann-Automatismus werden Aktionen im digitalen Umfeld ausgelöst, sobald sich jemand nicht in regelmäßigen Abständen anmeldet („login“). So kann beispielsweise ein Whistleblower sicherstellen, dass Geheimdokumente auch nach seinem Ableben an die Öffentlichkeit gelangen.[6]
- An Bord der B-52 Stratofortress gab es eine Vorrichtung (Special Weapons Emergency Separation System), die sicherstellte, dass die mitgeführten Atomwaffen in jedem Fall detonieren, auch wenn die Besatzung z. B. durch Feindeinwirkung handlungsunfähig geworden war.[7][8]
- Das Tote-Hand-System soll den Start der sowjetischen/russischen Interkontinentalraketen automatisch auslösen, wenn ein Nuklearschlag durch entsprechende Sensoren entdeckt wird. Es wurde eine Zeitlang darüber spekuliert, ob der Kurzwellensender UVB-76 mit diesem System im Zusammenhang steht.